# Вежбувка (Поддембицький повіт)
Вежбувка (пол. Wierzbówka) — село в Польщі, у гміні Вартковиці Поддембицького повіту Лодзинського воєводства.
У 1975-1998 роках село належало до Серадзького воєводства.